# Lijst van voetbalinterlands Servië en Montenegro - Slovenië
Deze lijst van voetbalinterlands is een overzicht van alle officiële voetbalwedstrijden tussen de nationale teams van Servië en Montenegro en Slovenië. De landen speelden een keer tegen elkaar: een vriendschappelijke wedstrijd op 18 augustus 2004 in Ljubljana.

## Wedstrijden
| № | Plaats    | Datum            | Competitie        | Wedstrijd                       | Uitslag |
| - | --------- | ---------------- | ----------------- | ------------------------------- | ------- |
| 1 | Ljubljana | 18 augustus 2004 | Vriendschappelijk | Slovenië – Servië en Montenegro | 1 – 1   |

## Samenvatting
| Competitie        | Totaal gespeeld | Winst Servië en M. | Gelijk | Winst Slovenië | Doelsaldo Servië en M. – Slovenië |
| ----------------- | --------------- | ------------------ | ------ | -------------- | --------------------------------- |
| Vriendschappelijk | 1               | 0                  | 1      | 0              | 1 − 1                             |
| Totaal            | 1               | 0                  | 1      | 0              | 1 − 1                             |

## Details

### Eerste ontmoeting
| Vriendschappelijk (Ljubljana, Slovenië, 18 augustus 2004): |              | |
| Slovenië | 1 – 1        | Servië en Montenegro |
| Nastja Čeh 82' | goals        | 49' Nenad Jestrović |
| Branko Oblak | bondscoach   | Ilija Petković |
| Borut Mavrič Almir Tanjič 46' Amir Karič Matej Mavrič Aleksander Knavs Simon Sešlar 46' Ermin Šiljak 90' Andrej Komac Branko Ilič Jalen Pokorn 67' Milenko Ačimovič                          | opstellingen | Dragoslav Jevrić 82' Ivica Dragutinović Igor Duljaj Nemanja Vidić Goran Gavrančić Ognjen Koroman 72' Dejan Stanković Zvonimir Vukić Mladen Krstajić 90' Mateja Kežman 46' Savo Milošević |
| Robert Koren 46' Nastja Čeh 46' Zlatko Dedič 67' Borut Semler 90' | wissels      | 46' Nenad Jestrović 72' Miloš Marić 82' Dušan Petković 90' Danko Lazović |
| Amir Karič 28' Andrej Komac 71' | gele kaarten | 22' Mateja Kežman 72' Mladen Krstajić |
| - Debuut van Borut Semler (Bayern München), Andrej Komac (ND Nova Gorica), Branko Ilič (NK Olimpija Ljubljana), Jalen Pokorn (Hapoel Nazareth Illit) en Zlatko Dedič (Empoli) voor Slovenië. |              | |